# Piotr Paweł Mniszek
Piotr Paweł Mniszek herbu Poraj (zm. w 1673 roku) – pisarz ziemski przemyski w latach 1654–1673, pisarz grodzki przemyski w latach 1642–1649, sędzia kapturowy ziemi przemyskiej w 1668 roku.
Był marszałkiem sejmików województwa ruskiego w: 1649, 1652, 1655, 1656, 1657, 1660, 1662, 1663, 1665, 1666, 1667 roku.